# Trois Vies et une seule mort
Pour plus de détails, voir Fiche technique et Distribution.
Trois Vies et une seule mort (portugais : Três Vidas & Uma Só Morte) est un film franco- portugais réalisé par Raoul Ruiz, sorti en 1996.

## Synopsis
Tantôt riche personnage qui aide un jeune couple, professeur en Sorbonne qui devient clochard ou maître d'hôtel, Marcello Mastroianni campe un personnage affecté par le syndrome de la multiplication de la personnalité. Pris dans le tourbillon de ce conte fantastique, Mastroianni vit trois vies et assume trois destins qui ne cesseront de s'entrecouper tout au long du film.
Histoires multiples qui n'en forment qu'une, car c'est celle d'un même homme. Ce sont des histoires que tout le monde connait et auxquelles personne ne croit : l'histoire d'un jeune homme qui part pour un court voyage, va habiter en face de chez lui, y reste vingt ans et puis rentre un jour sans explication. L'histoire d'un homme riche qui devient un mendiant, ce qui ne l'empêche pas de rester riche. L'histoire d'un couple de jeunes amants réduits à la misère, qui reçoit soudain en héritage une belle maison. L'histoire d'un homme d'affaires qui pour justifier certaines opérations, s'invente une famille à l'étranger.

## Fiche technique
- Titre original : Trois Vies et une seule mort
- Titre portugais : Três Vidas & Uma Só Morte
- Réalisation : Raoul Ruiz
- Scénario : Pascal Bonitzer et Raoul Ruiz
- Musique : Jorge Arriagada
- Production : Paulo Branco
- Pays d'origine :  France -  Portugal
- Durée : 123 minutes

## Distribution
- Chiara Mastroianni : Cécile
- Marcello Mastroianni : Mateo Strano, Georges Vickers, le majordome, Luc Allamand
- Melvil Poupaud : Martin
- Anna Galiena : Tania
- Marisa Paredes : Maria
- Arielle Dombasle : Hélène
- Féodor Atkine : André
- Jean-Yves Gautier : Mario
- Jacques Pieiller : Le mari de Tania
- Pierre Bellemare : Le conteur
- Guillaume de Tonquédec : Piotr
- Smain : Luca
- Lou Castel : Le premier mendiant
- Roland Topor : Le deuxième mendiant
- Jacques Delpi : Le troisième mendiant
- Jean Badin : Antoine José
- Monique Mélinand : Madame Vickers
- Bastien Vincent : Carlito
- Andrew Wilson